# Drosera lasiantha
Drosera lasiantha es una especie de planta carnívora perteneciente a la familia Droseraceae que es originaria de Australia.

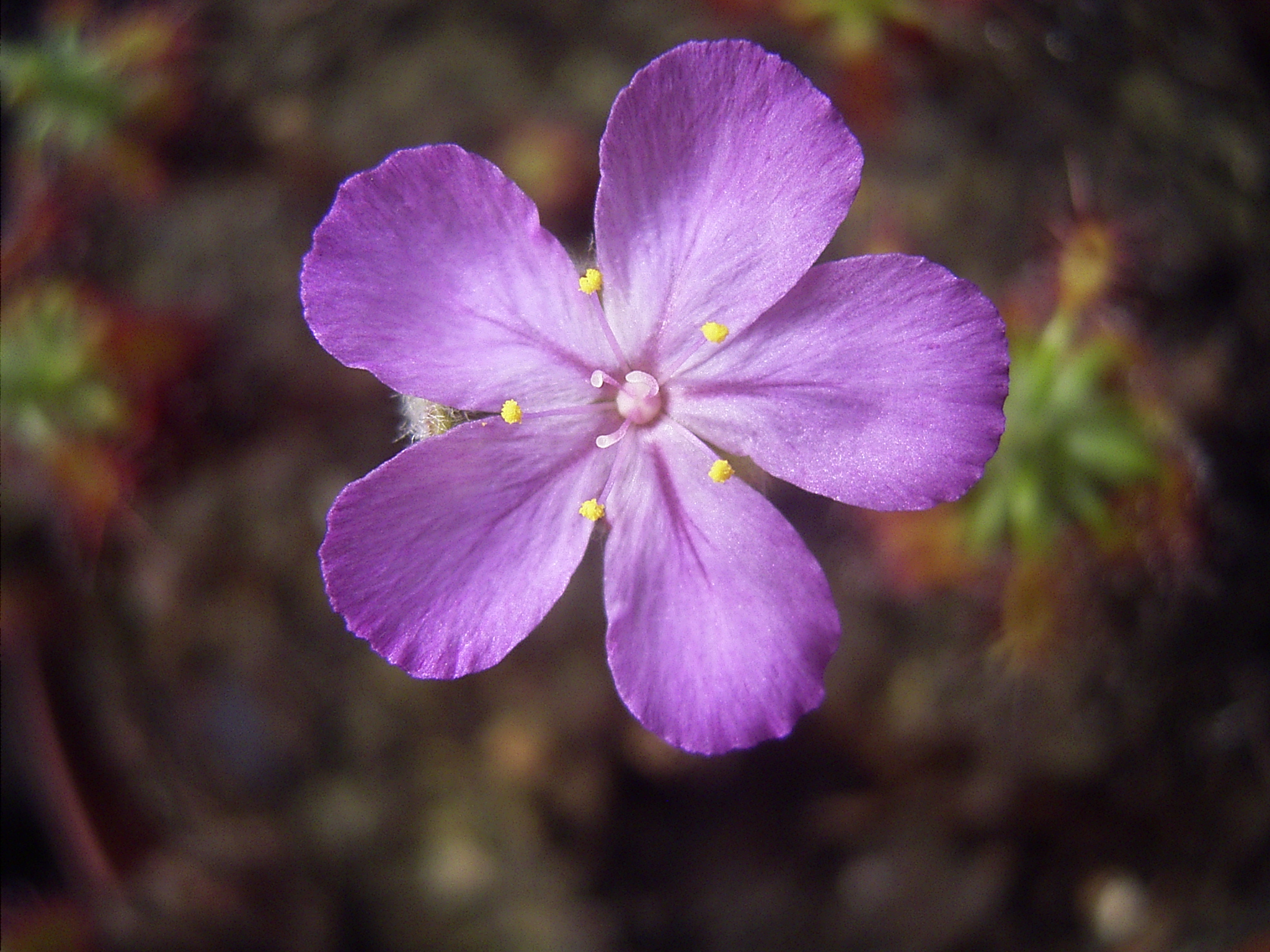
Flor

## Descripción
Drosera lasiantha es una planta perenne herbácea  con una roseta densa de hasta 1,5 cm de diámetro con tallos de 4 cm de alto, sobre el que cuelga las hojas secas de los años anteriores. Tiene una raíz fibrosa débilmente ramificada.
La parte superior es calva, la inferior y lateral está llena de pecíolos glandulares son de hasta 7,5 mm de largo, en la base alrededor de 1 milímetro de ancho, en la base de la lámina de la hoja se estrecha hacia abajo a tan sólo 0,5 milímetros y son redondeados oblongos en sección transversal. La lámina de la hoja es elíptica, de 3 mm de largo, 2 mm de ancho, con las glándulas, y  en el borde con pelos glandulares.
En octubre / noviembre, la planta produce las cabezas de flores lanosas, que se extienden hasta cuatro cm de altura sobre la planta.  Los pétalos tienen una longitud de hasta 6,5 milímetros. El polen es de color amarillo. 

## Taxonomía
Drosera lasiantha fue descrita por Carlquist & Lowrie y publicado en Phytologia 73(2): 100. 1992.
lasiantha: epíteto latíno que significa "con flores lanosas".